# Kobberbæltet
Kobberbæltet (en:Copperbelt, fr: ceinture du cuivre) er et landskab i Centralafrika, som ligger i grænseområdet mellem det nordlige Zambia og den sydøstlige del af Demokratiske Republik Congo. Det er kendt for kobberminedrift.
Traditionelt omfatter udtrykket Kobberbæltet mineregionerne i Zambias Copperbelt-provins (især omkring  byerne Ndola, Kitwe, Chingola, Luanshya og Mufulira) og Congos Haut-Katanga og Lualaba provinser (især Lubumbashi, Kolwezi og Likasi). Forekomsterne er opstået på grund af den neoproterozoisk sekvens af de geologiske formationer Katanga Supergruppen.
I nogle sammenhænge dækker udtrykket Copperbelt kun områderne i  Zambias Copperbelt, som blev en provins kort efter uafhængigheden i 1964. Den fik da  navnet "Den vestlige provins". Præsident Kenneth Kaunda ændrede navnet til sin nuværende "Copperbeltprovinsen" i 1969. Siden Bantu-udvidelsen er både Congos Katanga- og Zambias Copperbelt-regioner blevet kaldt "Ilamba" eller "Lambaland" efter Lamba-folket. Begge provinser er rige på mineralrigdomme.

## Forhistorie
Kobberbæltet var ikke beboet før Lambafolket slog sig ned ved Kashibasøen, og derfra spredte Lamba-riget sig østpå, nordpå, sydpå og vestpå.

## Historie
Den vestlige industris opdagelse af kobber i Zambia skyldes til dels den amerikanske spejder Frederick Russell Burnham, der i 1895 ledede han Northern Territories (BSA) Exploration Co.-ekspeditionen. De slog fast, at der fandtes større kobberforekomster i Centralafrika. Langs Kafue-floden i det daværende nordlige Rhodesia (nuværende Zambia) så Burnham mange ligheder med de kobberforekomster, han havde arbejdet ved i USA, og han stødte på indfødte, der bar kobberarmbånd. I sin rapport til det britiske sydafrikanske selskab sagde Burnham om regionen:
Omkring 200 miles nord for vandfaldene ved Incallafloden og tolv miles fra Kafukwe [nu kendt som Kafue-floden] og stadig på det høje plateau er sandsynligvis et af de største kobberområder på kontinentet. De indfødte har arbejdet med denne malm i evigheder, hvilket ses på deres gamle affaldspladser, og de arbejder med den i dag. Forekomsten er meget omfattende og når helt til Katanga ... De indfødte, der bor i denne del af landet, er dygtige håndværkere og har byttet deres kunsthåndværk med alle besøgende, og så langt væk som til portugiserne på vestkysten og araberne i østafrika. Disse indfødte, som er minearbejdere og forarbejdere af kobber og jern, og som boede på stedet, ville give netop det nødvendige element i udviklingen af disse forekomster...   ...Den stigende brug af kobber gør  det til et rimeligt bud på af de mest værdifulde produkter et land kan have.
.
Mange år senere byggede British South Africa Company byer langs floden, og en jernbane til at transportere kobberet gennem Mozambique.
I  1950'erne var Copperbelt, inklusive Roan Antilope Mine, Nkana Mine, Nchanga Mines, Mufulira Mine og Rokana Mine, det største kobberproducerende område i verden.
Mineralerne Chalcopyrit, bornit og chalcocite er fundet i de metamorfoserede kalkskifer og arkoser i Lower Roan-formationen i Katanga-systemet.

## Katanga Supergruppe
Katanga Supergruppen er en neoproterozoisk sekvens af geologiske formationer der er fundet i det centrale Afrika. Formationen har rige lagdelte kobber-koboltforekomster, der er udvundet i udstrakt grad fra det centralafrikanske kobberbælte i Zambia og  Den Demokratiske Republik Congo. Særligt rige udspring af Roan-gruppen i supergruppen, forekommer i den østlige Katanga-provins i Den Demokratiske Republik Congo, hvor der har været  kobberminedrift i åbent brud.
Katanga Supergroup ligger inkonformt over 883 Ma Nchanga Granite. Katangan Supergruppen er opdelt i fire metasedimentære serier fra de ældste siliklastiske og dolomitiske Roan Group- konglomerater, over sandsten og skifre, til Nguba-gruppen med hovedsageligt karbonater og kulstofrige skifre, og den yngste, øverste Kundelungu-gruppe, som også omfatter ismetasedimenter og en cap-carbonat.